# Огледало за вампира
„Огледало за вампира“ је фантастички роман београдског писца Адријана Сарајлије. Књига је објављена као самостално ауторско издање 2012. године, у оквиру библиотеке „Сигнал“, едиције неоавангардног сигналистичког покрета.
Роман је повољно оцењен код критике, али је изазвао и контроверзе на српској књижевној сцени, због несвакидашњег приказа цивилизацијског тренутка, призора експлицитног насиља и деконструисања устаљеног мита о вампирима.
Жири за Нинову награду уврстио је Огледало за вампира у шири избор за најбољи роман 2012. године. У децембру 2013. београдска издавачка кућа „Чаробна књига“ објавила је друго издање романа, са насловном илустрацијом Драгана Бибина.

## Радња
Огледало за вампира прати фантазмагорично путовање професора историје Едуарда Ласнера, решеног да начини одлучну промену у животу оптерећеном телесним хендикепом, те сексуалном и социјалном неприлагођеношћу.
Радња приче је смештена у Бразил, а главног јунака пут води од градских центара до дубина џунгле и натраг, кроз егзотичну сценографију сиротињских фавела, богаташких квартова, тајних војних лабораторија, телевизијских студија и нетакнутих дивљина Амазоније.

## Пријем код критике
Слободан Шкеровић у поговору романа наводи: „Када се, овако, све сагледа на једном месту, још од Раблеових и Сервантесових времена, преко Игоовог гаргојла Богородичине цркве, до Флемингових технолошких иновација упакованих у класични шпијунски варијете, уметност фантазијске авантуре опстаје као медијум погодан за вивисекцију личности која чини само једну ствар – представља дух свог времена. Едуардо Ласнер је у себе примио, и с другим ликовима поделио, све оне карактерне црте које красе личност палу под утицај свеприсутне поп–културе. А данашња поп–култура је племе изрођених и инцестоидно оплођених жанрова, химера и боргова, налик на примордијалну чорбу која је пре милијарду година живела и дисала јединственим пулсом.“
Ратко Радуновић, писац и критичар, у приказу у подгоричким Вијестима каже: „Као и у Сарајлијиним причама, у Огледалу за вампира је евидентна учесталост теме о људској физичкој деконструкцији. Ради се о одисеји патуљка Едуарда који, у намјери да се освети конзервативном друштву што га је острацизовало због болести и необичних предубјеђења, вољан да се подвргне најболнијим хируршким операцијама не би ли постао оно што би га уздигло од околног свијета, међутим он при том није свјестан да је тај свијет, у цјелокупној својој луцидности, надасве неемотиван и морално мртав – баш као и сам Едуардо. Оваква позадина условљава аутора да свог јунака поведе на декадентно и фантазмагорично путешествије гдје ће протагониста покушати да нађе одговоре на оно што би се данас могло назвати „животним смислом“, као и одговоре по питању сопствене сексуалности. Нимало индиректно насиље и константна моторика подстакнуће читаоца да помисли да чита јапанску мангу, те се зато ритам Огледала за вампира донекле и разликује од истог у причама из збирке Мануфактура Г.
Ђорђе Бајић, писац и критичар, даје приказ романа у часопису Yellow Cab: „Писац вешто и с неоспорном лакоћом комбинује жанрове, прилагођава их свом сензибилитету и ствара добро избалансирану мешавину хорора, сатире и магичног реализма, а налази места и за једну ефектну посвету Апдајковом Бразилу. Огледало за вампира може се посматрати као успешно постмодерно укрштање билдунгсромана и пикарских постулата, све то зачињено обиљем акције, издашном количином крволиптања и прстохватом жестоког, уврнутог секса.“
Новинар и књижевни критичар Давор Шишовић потписује приказ у Гласу Истре: „(...) Но, као и у причама из прве књиге, тако и у овом роману Адријан Сарајлија прије свега бриљира стилом, атрактивношћу приповиједања, зачудношћу одабраних мотива, мајсторским употребама ироније, флешевима романтичних тренутака, гротескним расплетима појединих епизода. Готово је невјероватно колико се порука може ишчитати из овог романа – своје су мјесто нашли и жанровска пародирања, и политичке алегорије, и потрага за идеалном љубави, и двојбе око сексуалног опредјељења, те питања оданости и обитељске повезаности, милитаристичког свјетоназора, вриједности живота, па чак и положаја интелектуалца у друштву.“

## Социолошко тумачење
Културни додатак Политике донео је анализу романа из пера угледног теоретичара друштвених девијација, политиколога проф. др Александра Југовића: „Аутор нам користећи хорор иконографију саопштава да секс, моћ и медијска слава, јесу кључне вредности друштва спектакла. Јунак романа је у конфузији са својим сексуалним идентитетом и његово искушеничко путовање јесте и трагање за њим. Сарајлија са користи метаморфозом професора Едуарда у вампира („вампириња“) како би нам показао страхове човека који живи у савременом друштву: због припадања, социјалног статуса, сексуалне оријентације, здравља, итд. Његов јунак је парадигма збуњеног, маргинализованог и несрећног човека у времену медијског конзумеризма. (...) На неки начин овај роман нас уводи у мултидимензионалну (митску, магијску, научну, психолошку, сексуалну, политичку, економску, социјалну, медијску) анатомију „вампирологије савременог друштва“, остављајући нам на размишљање питање: да ли је данас “жеђ за крвљу” изражена у сталним ратовима или интерперсоналном насиљу на микросоцијалном плану, продукт људских страхова, социјалних неједнакости, тежње за моћи, сексуалних дисфункција или свега тога заједно?“

## Контроверзе о насилности романа
Иако је повољно оцењено у критикама, Огледало за вампира је и често истицано као роман насиља и бизарности. У дневном листу Блиц, књижевни критичар Слободан Ивков одређује роман као „непојамно суров“ и закључује: „писац можда и није српски Маркиз де Сад, али много обећава!“